# Киёока, Котаро
Котаро Киёока (яп. 清岡幸大郎; 12 апреля 2001, Коти, Япония) — японский борец вольного стиля, выступающий в категории до 65 кг, Олимпийский чемпион 2024 года. Будучи победителем и призёром нескольких международных и национальных турниров, он получил право представлять Японию на летних Олимпийских играх 2024 года, выиграв национальные отборочные соревнования, в которых он одолел чемпиона мира и действующего Олимпийского чемпиона Такуто Отогуро, квоту он завоевал выйдя в финал на Азиатском олимпийском квалификационном турнире.

## Детство
Киёока родился в префектуре Коти, в раннем возрасте он начал заниматься борьбой. Он учился в старшей школе Коти Минами. В подростковом возрасте он завоевал медали на нескольких национальных турнирах Японии в разных возрастных группах.

## Карьера
Будучи ещё учеником старшей школы, Киёока занял пятое место на Кубке Императора в 2018 году и третье в 2019 году в весовой категории до 57 килограммов.. После окончания школы в 2020 году он поступил в Японский университет спортивной науки, в том же 2020 году он и занял пятое место на Кубке Императора в весовой категории до 61 килограмм. В 2021 году Киёока занял второе место на Кубке Мэйдзи и пятое на Кубке Императора. В 2022 году он перешёл в более тяжёлую весовую категорию до 65 килограммов, где занял третье место на Кубке Мэйдзи и Кубке Императора. В 2023 году он впервые в своей карьере начал участвовать в международных соревнованиях. В начале марта 2023 года в Софии Киёока одержал победу на международном турнире турнире Дана Колова и Николы Петрова, победив чемпиона мира из Албании Ислама Дудаева, участника Олимпийских игр аргентинца Агустина Дестрибатса и финалиста чемпионата мира среди борцов до 23 лет Микяя Наима из Болгарии. Выиграв национальные отборочные соревнования он квалифицировался на чемпионат мира среди спортсменов до 23 лет, а затем занял седьмое место на Кубке Мэйдзи. В октябре 2023 года в Тиране на чемпионате мира среди борцов до 23 лет Киёока в 1/16 финала победил Андраника Аветисяна из Армении, а в 1/8 финала уступил Омару Мураду из Египта, заняв девятое место. На Кубке Императора Киёока одолел чемпиона мира и действующего Олимпийского чемпиона Такуто Отогуро и вышел в финал, после чего завоевал титул чемпиона и получил право на участие в азиатском квалификационном турнире. 19 апреля 2024 года в Бишкеке на азиатском квалификационном турнире в 1/8 финала он победил Абдулмажида Кудиева из Таджикистана, в 1/4 финала поборол Юн Чон Сика из Южной Корее, а в решающей схватке одолел китайца Юань Шаохуа, и завоевал олимпийскую квоту. Он будет представлять Японию на летних Олимпийских играх 2024 года. В июне 2024 года Киёока в Будапеште принял участие в Мемориале памяти Поляка Имре и Варги Яноша, где он одержал победу над действующим чемпионом мира Исмаилом Мусукаевым из Венгрии, трёхкратным чемпионом мира азербайджанцем Гаджи Алиевым, финалистом NCAA Остином Гомесом из Мексики и Аббасом Эбрагимзаде из Ирана, завоевав золото.

## Личная жизнь
Сестра: Мо Киёока (род. 2003) — также борец, чемпионка мира и Азии.